# Grzegorz Tkaczyk
Grzegorz Tkaczyk (Varsó, 1980. december 22. –) lengyel válogatott kézilabdázó. Jelenleg a lengyel Vive Targi Kielce játékosa. Posztját tekintve irányító, de átlövőként is szokott játszani.
Pályafutását a Warszawianka Warszawa együttesében kezdte, majd 2002-ben Németországba szerződött a Magdeburgba. Itt öt szezont töltött és 2007-ben a Rhein-Neckar Löwenhez igazolt. Még ebben az évben sikerült megnyernie csapatával az EHF-kupát. A Löwnet 2011-ig erősítette és ezután hazatért Lengyelországba a Vive Targi Kielcebe.
A lengyel válogatottban 2000-ben mutatkozhatott be. A 2007-es világbajnokságon ezüstérmet szerzett a nemzeti csapat tagjaként.

## Szezononkénti statisztika
| Szezon    | Klub               | Liga        | Mérkőzés | Gólok |
| 1999/2000 | Warszawianka       | Ekstraklasa | 32       | 147   |
| 2000/2001 | Warszawianka       | Ekstraklasa | 30       | 168   |
| 2001/2002 | Warszawianka       | Ekstraklasa | 30       | 198   |
| 2002/2003 | SC Magdaburg       | Bundesliga  | 34       | 119   |
| 2003/2004 | SC Magdeburg       | Bundesliga  | 31       | 178   |
| 2004/2005 | SC Magdeburg       | Bundesliga  | 24       | 97    |
| 2005/2006 | SC Magdeburg       | Bundesliga  | 32       | 161   |
| 2006/2007 | SC Magdeburg       | Bundesliga  | 33       | 147   |
| 2007/2008 | SC Magdeburg       | Bundesliga  | 15       | 57    |
| 2007/2008 | Rhein-Neckar Löwen | Bundesliga  | 18       | 76    |
| 2008/2009 | Rhein-Neckar Löwen | Bundesliga  | 23       | 74    |
| 2009/2010 | Rhein-Neckar Löwen | Bundesliga  | 11       | 28    |
| 2010/2011 | Rhein-Neckar Löwen | Bundesliga  | ?        | ?     |
| 2002-2010 | Összesen           | Bundesliga  | 221      | 937   |

## Sikerei

### Válogatottban
- Világbajnokság: 
  - 2. hely: 2007

### Klubcsapatban
- EHF-kupa
  - 1. hely: 2007
- PGNiG Superliga: 
  - 2. hely: 2002
  - 3. hely: 1999
- Lengyel-kupa: 
  - 1. hely: 2002
- Bundesliga: 
  - 3. hely: 2003, 2005, 2009